# Каменець (пам'ятка природи)
Ка́менець — комплексна пам'ятка природи місцевого значення в Україні. Об'єкт розташований на території Верховинського району Івано-Франківської області, неподалік від села Буркут. 
Площа 1 га. Статус отриманий у 1980 році. Перебуває у віданні ДП «Верховинський держлісгосп» (Чивчинське л-во, кв. 9, вид. 19). 
Статус надано для збереження насаджень ялини віком понад 100 років. Місце зростання деревію східно-карпатського. 